# Sitobion martorelli
Sitobion martorelli är en insektsart som först beskrevs av Smith, C.F. 1960.  Sitobion martorelli ingår i släktet Sitobion och familjen långrörsbladlöss. Inga underarter finns listade i Catalogue of Life.